# L'Ancien Combat
L'Ancien Combat (Kriger) est une série télévisée danoise créée par Christoffer Boe et diffusée du 8 octobre au 12 novembre 2018 sur TV 2. Elle est disponible sur Netflix depuis le 13 novembre 2018, sous le titre L'Ancien Combat.
En 2018, la série fait partie du Festival Séries Mania.

## Synopsis
Un vétéran de guerre retourne au Danemark après la mort d'un des hommes sous son commandement. Poussé par sa culpabilité, il se laisse convaincre par la veuve du soldat, une policière, d'infiltrer un gang de motards danois alors en pleine guerre de territoire avec une bande rivale.

## Distribution

### Personnages principaux
- Dar Salim (VF : Luc Boulad) : Chadi Caeili
- Danica Curcic (VF : Delphine Braillon) : Louise
- Lars Ranthe (VF : David Krüger) : Tom
- Marco Ilsø (VF : Simon Koukissa) : Mads
- Jakob Oftebro (VF : Stanislas Forlani) : Peter
- Søren Malling (VF : François Dunoyer) : Finn

### Personnages secondaires
- Natalie Madueño (VF : Adeline Germaneau) : Søs
- Jens Ferdinand Holmberg (VF : Kaycie Chase) : Max
- Kasper Leisner (VF : Eric Legrand) : Henrik
- Steffen Brink Jensen : Påfuglen
- Rudi Køhnke (VF : Gilles Morvan) : Jack
- Jan Brandi (VF : Benjamin Penamaria) : MK
- Nicolai Jandorf (VF : Pierre Tessier) : Grand Claus
- Omar Shargawi (VF : Mustapha Abourachid) : Ahmed
- Kenneth M. Christensen (VF : Emmanuel Lemire) : Rouge
- Andrea Vagn Jensen (VF : Manoëlle Gaillard) : Grethe
- Benjamin Kitter (VF : Laurent Larcher) : Anders
- Katrine Greis-Rosenthal (VF : Chrystel Montagnon) : Bets

## Production

### Fiche technique
- Titre original : Kriger
- Titre français : L'Ancien Combat
- Réalisation : Christoffer Boe
- Scénario : Christoffer Boe et Simon Pasternak
- Musique : Jens Ole Wowk McCoy
- Casting : Rie Hedegaard
- Costumes : Gabi Humnicki
- Photographie : Jacob Møller
- Production : Jonas Allen et Peter Bose
- Production associée : Claudia Siesbye
- Sociétés de production : Miso Film, TV2 Danmark
- Société de distribution : TV2 Fiktion (Danemark)
- Pays de production :  Danemark
- Langue originale : danois
- Genres : drame, thriller
- Durée : 45 minutes

## Épisodes
1. L'enterrement
2. Le procès
3. La guerre
4. L'interrogatoire
5. Le traître
6. L'épreuve de force